# E. Elias Merhige
Edmund Elias Merhige (* 1964 in Brooklyn, New York), bekannt als E. Elias Merhige, ist ein US-amerikanischer Filmregisseur.
Merhige wurde einem breiten Publikum durch den mehrfach ausgezeichneten Horrorfilm Shadow of the Vampire aus dem Jahr 2000 bekannt. Der Vampirfilm ist eine Hommage an Friedrich Wilhelm Murnaus Stummfilmklassiker Nosferatu – Eine Symphonie des Grauens (1923).
Sein surrealistischer Experimentalfilm Begotten (1989) hat bei Fans Kultstatus. Kritiker werfen Merhige jedoch vor, der dialogfreie Schwarzweißfilm mit expliziten Gewaltdarstellungen und Body-Horror-Elementen sei zwar optisch sehr eindrucksvoll, aber vom Handlungszusammenhang sehr vage bzw. anarchistisch. Selbst David Lynchs surrealistischer Kultfilm Eraserhead (1977) wurde im Direktvergleich als amüsant und handlungsorientiert bezeichnet.
Neben seiner Arbeit an Filmen und Kurzfilmen führte Merhige ab Mitte der 1990er Jahre auch Regie bei diversen Musikvideos, unter anderem für Marilyn Manson. Das Video für den Song The Heinrich Maneuver der Band Interpol (2006) bricht mit Konventionen, indem es komplett in Zeitlupe abläuft.

## Filmografie
- 1989: Begotten
- 2000: Shadow of the Vampire (u. a. Saturn Award, Golden Satellite Award, Independent Spirit Award)
- 2004: Suspect Zero

## Kurzfilme
- 1983: Implosion
- 1984: Spring Reign
- 1985: A Taste of Youth
- 2006: Din of Celestial Birds
- 2022: Polia & Blastema: A Cosmic Opera

## Musikvideos
- Cryptorchid: Marilyn Manson, Antichrist Superstar (1996)[2]
- Antichrist Superstar: Marilyn Manson, Antichrist Superstar (1996)[3]
- Serpentia: Danzig, Blackacidevil (1996)[4]
- The Heinrich Maneuver: Interpol, Our Love to Admire (2006)[5]